# Отпорник
Отпорник (енгл. resistor) је пасивна електронска компонента са два извода (једним приступом) која пружа отпор струји, стварајући притом пад напона између прикључака. Пружање отпора струји као основна особина отпорника описује се електричним отпором. Према Омовом закону електрични отпор једнак је паду напона на отпорнику подељеном са јачином струје која протиче кроз отпорник. Другим речима, отпор је константа сразмере између напона и струје отпорника. Отпорник се користи као елемент електричних мрежа и електронских уређаја.
Фиксни отпорници имају отпорност која се незнатно мења са температуром, временом или радним напоном. Променљиви отпорници се могу користити за подешавање елемената кола (као што је контрола јачине звука или пригушивање лампе), или као сензорни уређаји за топлоту, светлост, влажност, силу, или хемијску активност.
Отпорници су уобичајени елементи електричних мрежа и електронских кола и свеприсутни су у електронској опреми. У пракси отпорници као дискретне компоненте могу бити састављене од различитих материјала и имати различите облике. Отпорници су исто тако саставни део интегрисаних кола.
Електрична функција отпорника је спецификована његовим отпором: уобичајени продајни отпорници се производе у опсегу од више од девет редова величине. Номинална вредност отпорника је у оквиру производне толеранције, означене на компоненти.

## Примена
- Ако је струја у колу позната, тада се отпорник користи за стварање познате разлике потенцијала пропорционалне тој струји. Обратно, уколико је позната разлика потенцијала између две тачке у колу, тада се отпорник може користити за стварање познате струје пропорционалне тој разлици потенцијала.
- Ограничавање струје. Постављањем отпорника у серију с неком другом компонентом, као што је ЛЕД диода, струја кроз ту компоненту се ограничава на познату и дозвољену вредност.
- Пригушивач (атенуатор) је мрежа два или више отпорника (делитељ напона) који служе за смањење напона сигнала.
- Линијски терминатор је отпорник на крају преносне линије, конструисан као завршна импеданса (отпор чија вредност отпора одговара отпору остатка кола на који је спојен) и тиме минимизира рефлексију сигнала.

## Идеални отпорник
СИ јединица електричног отпора је 1 {\displaystyle \Omega } (ом). Компонента има отпор од 1 {\displaystyle \Omega } (ома) ако напон од 1V (волт) на крајевима елемента даје струју од 1A (ампера), која је еквивалент току од 1 C/s (кулона електричног набоја у секунди). Често се користе и вишекратници k{\displaystyle \Omega } (килоом - 1000 ома) и M{\displaystyle \Omega } (мегаом - милион ома).
Код идеалног отпорника отпор остаје константан без обзира на доведени напон или струју кроз елемент или брзину промене струје. Иако стварни отпорници не могу постићи овај захтев, они су пројектовани да имају мале варијације у електричном отпору када су подвргнути тим променама, или променама температуре или осталим факторима из околине.
Отпор проводника
За израчунавање отпора проводника можемо користити следећи израз:
{\displaystyle R_{20}=\rho \cdot {l \over S}}
где је, {\displaystyle R_{20}} отпор на 20 °C, {\displaystyle \rho } специфични електрични отпор материјала од кога је сачињен проводник, l дужина проводника и S површина попречног пресека проводника.

## Реални отпорник
Отпорник има највећи радни напон и струју изнад које се отпор може променити (у неком случајевима и драстично) или отпорник може бити физички оштећен (на пример може бити прегрејан или може прегорети). Иако неки отпорници имају одређену напонску и струјну класу, већина се разврстава према максималној снази која се одређује према физичкој величини отпорника. Најчешће класе снаге за угљене и метал-филм отпорнике су 1/8 W (вата), 1/4 W и 1/2 W. Отпорници израђени од метал-филмова и угљених филмова су пуно температурно, и због старења, стабилнији од угљених отпорника. Велики отпорници могу дисипирати више топлоте јер имају већу површину. Жичани и отпорници омотани керамиком се користе када се тражи високи разред снаге.
Реални отпорници уносе и нешто индуктивитета и малу количину капацитета, који мењају динамичке карактеристике реалног отпорника у односу на идеални отпорник.
Отпорници су елементи чија се својства мењају с променом температуре. Иако је промена отпора у односу на промену температуре врло нелинеарна, можемо је апроксимирати следећим изразом:
{\displaystyle R_{T}=R_{20}(1+\alpha \cdot \Delta T)=R(T_{0})(1+\alpha \cdot (T-T_{0}))} где је {\displaystyle T_{0}=20\,^{\circ }\mathrm {C} }

## Врсте отпорника

### Фиксни отпорници
Неки отпорници су цилиндрични, с активним отпорним материјалом у средини (масени отпорник, више се не користе) или на површини цилиндра (филм) отпорници, и водљивих металних прикључака изведених уз осу цилиндра на свакој страни. Користе се угљен-филм и метал-филм отпорници. Отпорници велике снаге долазе у великим паковањима пројектованим да ефикасно елиминишу топлоту. Отпорници за велике снаге се обично изводе као мотани отпорници. Отпорници у рачунарима су много мањи, обично израђени у СМД кућиштима без жичаних прикључака. Отпорници се уграђују у интегрисана кола као део фабричког поступка, користећи чињеницу да полупроводник има отпорност и да се може користити као отпорник.

### Променљиви отпорници
Променљиви отпорник је отпорник чија се вредност може наместити окретањем осовине или помицањем клизача. Зовемо их и потенциометри или реостати и омогућују да се отпор уређаја ручно мења. Реостати се користе за све отпорнике изнад 1/2 W.
Променљиви отпорници могу бити једноокретног типа или вишеокретног типа.
Најчешћи примери:
- Реостат: променљиви отпорник с два прикључка, један фиксни, а други клизни. Користи се за велике струје.
- Потенциометар: најчешћи тип променљивог отпорника. Честа примена је контрола јачине гласа у аудио појачавачима.

### Остали типови отпорника
- Метал оксидни варистор (МОВ) је специјални тип отпорника који мења свој отпор с порастом напона: врло велики отпор на ниском напону и врло мали отпор на високим напонима. Ради као прекидач. Обично се користи као заштита енергетских склопова од кратког споја или одводник атмосферског пражњења на уличним светиљкама, или као елемент за ограничавање пораста струје у индуктивним колима.

- Термистор је температурно зависан отпорник. Постоје две врсте, а разликују се према предзнаку њиховог температурног коефицијента:
  - ПТЦ отпорник је отпорник с позитивним температурним коефицијентом. Како расте температура тако се и отпор термистора повећава. ПТЦ термистори се често могу наћи у телевизорима у серијском споју с демагнетизирајућим намотом где се користе за осигуравање краткотрајног струјног удара кроз завојницу када је телевизор укључен.
  - НТЦ отпорник је такође температурно зависан отпорник, али с негативним температурним коефицијентом. Када се температура повећава отпор термистора пада. НТЦ термистори се често користе у једноставним температурним детекторима и мерним инструментима.

- Фотоотпорник или фото-отпорник је отпорник чији се отпор мења према светлости која пада на њега. Користи се као сензор, а у најједноставнијем случају за аутоматско паљење уличних лампи увече.

## Означавање отпорника
Већина цилиндричних отпорника има узорак обојених прстенова за означавање отпора. СМД отпорници имају нумерички узорак. Кућишта су обично смеђа, плава, или зелена, иако се повремено могу наћи и боје као тамноцрвена и тамносива.

### Цилиндрични отпорници са 4 прстена
Идентификација с 4 прстена у боји је најчешће кориштени начин кодирања вредности на свим отпорницима. Састоји се од четири прстена у боји, око тела отпорника. Шема је једноставна: прве две боје су прве две значајне цифре вредности отпорника, трећа је множилац, и четврта је вредност толеранције. Свака боја одговара одређеном броју.

### Цилиндрични отпорници са 5 прстенова
Идентификација с 5 прстенова се користи код отпорника с мањим толеранцијама (1%, 0.5%, 0,25% и 0,1%), за записивање додатне цифре. Прва три прстена представљају значајне цифре, четврта је множилац, а пета је толеранција.
- Табела стандардних EIA кодова боја

| Боја       | 1. прстен | 2. прстен | 3. прстен(Множилац) | 4. прстен (толеранција) | Температурни коефицијент |
| ---------- | --------- | --------- | ------------------- | ----------------------- | ------------------------ |
| Црна       | 0         | 0         | ×100                |                         |                          |
| Браон      | 1         | 1         | ×101                | ±1% (F)                 | 100 ppm                  |
| Црвена     | 2         | 2         | ×102                | ±2% (G)                 | 50 ppm                   |
| Наранџаста | 3         | 3         | ×103                |                         | 15 ppm                   |
| Жута       | 4         | 4         | ×104                |                         | 25 ppm                   |
| Зелена     | 5         | 5         | ×105                | ±0,5% (D)               |                          |
| Плава      | 6         | 6         | ×106                | ±0,25% (C)              |                          |
| Љубичаста  | 7         | 7         | ×107                | ±0,1% (B)               |                          |
| Сива       | 8         | 8         | ×108                | ±0,05% (A)              |                          |
| Бела       | 9         | 9         | ×109                |                         |                          |
| Златна     |           |           | ×0.1                | ±5% (J)                 |                          |
| Сребрна    |           |           | ×0.01               | ±10% (K)                |                          |
| Без боје   |           |           |                     | ±20% (M)                |                          |

### СМД отпорници
СМД (енгл. Surface Mount Device) отпорници имају исписане нумеричке вредности на исти начин као код цилиндричних отпорника. СМД отпорници са стандардним толеранцијама се означавају троцифреним кодом, у ком прве две цифре представљају прве две значајне цифре вредности, док је трећа цифра експонент броја 10 (односно множилац). На пример, 472 представља 47 (прве две цифре) помножено с десет на 2. степен (трећа цифра), тј. 47х10²=47х100=4700 ома. Прецизни СМД отпорници се означавају с четвероцифреним кодом у коме су прве три цифре уједно и прве три значајне цифре вредности, а четврта цифра је степен броја 10.

### Индустријске ознаке
| Ознака класе | Класа снаге (Ват) | класа | класа |
| ------------ | ----------------- | ----- | ----- |
|              | 1/8               |       |       |
|              | 1/4               |       |       |
|              | 1/2               |       |       |
|              | 1                 |       |       |
|              | 2                 |       |       |
|              | 3                 | -     | -     |
|              | 4                 | -     | -     |

| Индустријска ознака | Толеранција | Војна ознака |
| ------------------- | ----------- | ------------ |
| 5                   | ±5%         |              |
| 2                   | ±20%        | -            |
| 1                   | ±10%        |              |
| -                   | ±2%         |              |
| -                   | ±1%         |              |
| -                   | ±0.5%       |              |
| -                   | ±0.25%      |              |
| -                   | ±0.1%       |              |

Према подручју радне температуре разликујемо комерцијалну, индустријску и војну класу компонената.
- Комерцијална класа: 0 °C до 70 °C
- Индустријска класа: -25 °C до 85 °C
- Војна класа: -25 °C до 125 °C

## Теорија рада

### Омов закон
Однос између напона, отпора и струје кроз елемент дат је једноставном формулом познатом под именом Омов закон:
{\displaystyle U=I\cdot R}
где је U напон на елементу у волтима, I је струја кроз елемент у амперима, и R је отпор у омима. Ако су U и I линеарно повезани – тј. ако је R константан - на одређеном подручју вредности, кажемо да је материјал на том подручју омски. Савршени отпорник има фиксну вредност отпора на свим фреквенцијама и амплитудама напона или струје.
Суперпроводни материјали на врло ниским температурама имају отпор (практично) једнак нули. Изолатори (као што су ваздух, дијамант, или остали непроводни материјали) могу имати екстремно (али не бесконачно) висок отпор, који се може пробити под утицајем јаког електричног поља и тако десити велики проток струје.

### Дисипација снаге
Снага дисипације (потрошене) на отпорнику једнака је напону на отпорнику помноженом са струјом кроз отпорник::
{\displaystyle P=I\cdot U=I^{2}R={\frac {U^{2}}{R}}}
Сва три израза су еквивалентна, задња два су изведена из првог кориштењем Омовог закона.
Укупан износ ослобођене топлотне енергије је интеграл снаге по времену:
{\displaystyle W=\int _{t_{1}}^{t_{2}}u(t)i(t)\,dt}
Уколико просечна снага дисипације премаши класу снаге отпорника најпре долази до одступања отпора у односу на номиналну вредност, а касније и до уништења (прегоревања) због прегревања.

### Серијска и паралелна веза
Отпорници у паралелној вези имају особину да им је исти напон на изводима. Израчунавање укупног еквивалентног отпора (Req):
{\displaystyle {\frac {1}{R_{\mathrm {eq} }}}={\frac {1}{R_{1}}}+{\frac {1}{R_{2}}}+\cdots +{\frac {1}{R_{n}}}}
Запис паралелне везе се у једначинама може приказати као две вертикалне линије ||, чиме се поједностављује једначина. За два отпорника,
{\displaystyle R_{\mathrm {eq} }=R_{1}\|R_{2}={R_{1}R_{2} \over R_{1}+R_{2}}}
Отпорници спојени у ред имају особину да је струја кроз све њих иста, али напон на поједином отпорнику може бити различит. Збир напона једнак је укупном напону. Одређивање укупног отпора:
{\displaystyle R_{\mathrm {eq} }=R_{1}+R_{2}+\cdots +R_{n}}
Отпорничка мрежа, комбинација паралелно и серијски везаних отпорника, се понекад може раставити на мање делове који су или паралеле или серије. На пример,
{\displaystyle R_{\mathrm {eq} }=\left(R_{1}\|R_{2}\right)+R_{3}={R_{1}R_{2} \over R_{1}+R_{2}}+R_{3}}

### Проводност
Проводност је реципрочна вредност отпора:
{\displaystyle G={1 \over R}}
СИ јединица за електричну проводност је 1 S (сименс)

## Технологија
Отпорници се обично производе наматањем металне жице око керамике, пластике, или око стакленог влакна. Крајеви жица се залеме на два извода који се налазе на крајевима језгра. Склоп се заштити слојем боје, пластиком или слојем емајла печеног на високој температури. Жичани изводи обично имају пречник између 0.6 и 0.8 mm i пресвучени су заштитним слојем да се омогући лакше лемљење.
Уз описане врсте отпорника намијењене електроници, у регулацији уређаја јаке струје (нпр. регулацији снаге дизаличних електромотора, електро-виљушкара и др.) сусрећу се и отпорници за велике снаге. Уобичајено се изводе из лимених плоча пакованих у прозрачне металне кутије или ормариће које омогућују ефикасно хлађење. Специфичним случајем отпорника у ширем смислу речи можемо сматрати различите соли за електроотпорне металуршке и сличне пећи.
На крају, отпорником се могу сматрати и различите врсте грејачких елемената уобичајено из спирално мотане отпорне жице разапете преко изолирајућих потпорних елемената или уложене у бакарне цијеви са изолирајућим пуњењем. Такви гријачи елементи имају широку примјену у индустријској и кућној техници и уграђују се у пећи, пећнице, пегле, перилице и друге уређаје и апарате.

## Електрични и топлотни шум
При појачавању слабих сигнала често је неопходно да се минимизује електронски шум, посебно у првом ступњу појачавања. Као дисипативни елемент, чак и идеални отпорник природно производи рандомно флуктуирајући напон, или шум, на својим крајевима. Тај термални шум је фундаментални извор шума који зависи од температуре и отпора отпорника, и он је предвиђен теоремом флуктуације и дисипације. Користећи веће вредности отпора ствара се већи напонски шум на датој температури.
Термални шум практичних отпорника може да надмаши теоретска предвиђања и то повећање је типично зависно од фреквенције. Прекомерни шум отпорника је уочљив само кад кроз њега протиче струја. Он се изражава у јединици μV/V/декада – μV шума по волту примењеном на отпорник по декади фреквенције. Ова вредност се често даје у dB, тако да отпорник са индексом шума од 0 dB испољава 1 μV (rms) вишка шума по сваком волту примењеном на отпорник у свакој декади фреквенције. Вишак шума је стога пример  шума. Отпорници од дебелог филма или угљеничног састава стварају више вишка шума него други типови на ниским фреквенцијама. Отпорници од намотане жице и дебелог филма се често користе због њихових бољих карактеристика шума. Отпорници угљеничног састава могу да испоље индекс шума од 0 dB, док отпорници од обимне металне фолије могу да имају индекс шума од −40 dB, те је сувишни шум отпорника од металне фолије обично занемарљив. Отпорници од површина танког филма типично имају нижи шум и бољу термичку стабилност од отпорника од површина дебелог филма. Вишак шума је исто тако зависан од величине: генерално је вишак шума умањује са повећањем физичке величине отпорника (или ако се користе вишеструки паралелни отпорници), пошто независно флуктуирајући отпори мањих компоненти имају тенденцију да се усредњавају.
Мада то није пример шума сам по себи, отпорник може да делује као термопар, производећи мали DC напонски диференцијал услед термоелектричног учинка, ако су његови крајеви на различитим температурама. Тако индуковани DC напон може да деградира прецизност инструментационих појачавача. Такав напон се појављује на спојевима отпорника са плочом кола и телом отпорника. Уобичајени отпорници са металним филмом показују такав ефекат са магнитудом од око 20 µV/°C. Неки отпорници угљеничног састава могу да испоље термоелектричне ефекте магнитуде и до 400 µV/°C, док специјално конструисани отпорници могу да имају тај напон умањен до 0,05 µV/°C. У применама где термоелектрични ефекат може да буде значајан, море се обратити пажња да се отпорници поставе хоризонтално да би се избегли температурни градијенти и да се води рачуна од протоку ваздуха преко плоче.